# ナンディ語
ナンディ語（ナンディご、Nandi、Naandi）とはケニアで話されるナイル諸語のカレンジン語の一つである。道路標識や地図、形式ばらない場では文字で書き表されることもあるが、実は母音には長短の区別や前方舌根性の有無の区別、そして声調の区別がある。それにもかかわらず慣習的な表記にはこうした区別はほとんど反映されていない（参照: #音韻論）。しかしナンディ語における声調は語の弁別だけでなく、ほかのいくつかのナイル諸語などと同様に格の区別にも関わっている（参照: #統語論）。
Cemual という別名もあるが、これはナンディ人の古い自称チェームンガル（Chemng'al /ce̙ːm˨-ŋa̙l˨/ < ng'al /ŋa̙l˨/〈言葉 (pl.)〉）に由来する。

## 音韻論

### 分節音

#### 母音と綴り
母音は /a, e, i, o, u/ の5種類を基本として前方舌根性（ATR）の有無の区別（例: (ke-)bet /(ke̘ː˨-)pe̘ːt˦/ [+ATR]〈失せる〉: (ke-)bet /(ke̙ː˨-)pe̙ːt˦/ [-ATR]〈割る〉）、それに長短の区別（例: (ke-)chot /ke̙ː˨-co̙t˦/〈貶す〉: (ke-)chot /ke̙ː˨-co̙ːt˦/〈朽ちる〉）があるが、既に例示したようにこれらの区別は慣習的な綴りでは表されない。ただし Creider & Creider (2001) は [+ATR] の /a/（つまり /a̘/）に限り ö と区別する表記法を用いており、この音は [-ATR] の /o/（つまり /o̙/）と非常によく似ている（例: bororiet /po̘˦ro̘r˦-je̘ːt˦˨/〈ポロリエット; ナンディ社会における伝統的な社会政治的集団〉: körörön /ka̘˦ra̘ː˦ra̘n˨/〈美しい〔複数形〕〉）。本項目でも Creider & Creider (2001) の表記法に倣うこととする。
なおナンディ語には母音調和があり、原則としてある単語内の母音は全て [+ATR] か [-ATR] のどちらかとなる。語を構成する要素の一つでも [+ATR] の母音を持っていればその語の母音全体が [+ATR] に同化されるが、逆に [-ATR] の母音にはそのような作用を起こす力はない。

#### 子音と綴り
子音素には4つの調音点（両唇、歯茎、硬口蓋、軟口蓋）と2つの調音法（閉鎖音、鼻音）の組み合わせによる /p, m; t, n; c, ɲ; k, ŋ/、 摩擦音 /s/、側面音 /l/、ふるえ音 /r/、半母音 /y, w/ がある。このうち閉鎖音の無声/有声の区別（[p/b, t/d, c/ɟ, k/ɡ]）は弁別的なものではなく、場合によって無声にも有声にもなる。たとえば子音素 /t/ は [t] として実現される場合も [d] として実現される場合もある。閉鎖音の書き分け方は以下のようなものが見られる。
- k と g
  - k
    1. 語頭
    2. 語末
    3. 子音の前
    4. l・m・n・r 以外の子音の後
    5. 半母音化した i の前

  - g
    1. 母音と母音の間 - 実際には摩擦音 [ɣ] として現れる場合がある[8]。
    2. l・m・n・r の後 - /rk/ の組み合わせの場合、実際には摩擦音化して [rɣ] として現れる場合もある[8]。
- p と b
  - p: w 以外の子音の前
  - b
    1. 語頭
    2. 語末
    3. 母音と母音の間 - 実際には摩擦音 [β] として現れる場合がある[8]（例: kibut /ki̙ː˨-pu̙t˦˨/ → [ki̙ːbu̙t]~[ki̙ːβu̙t]〈落ちる〉[1]）
    4. 子音の後　- /rp/ の組み合わせの場合、実際には摩擦音化して [rβ] として現れる場合もある[8]。
    5. w の前
- ch（/c/）と j
  - ch
    1. 語頭（ただし女子の名の場合は除く）
    2. 語末
    3. 母音と母音の間
    4. 子音の前
    5. l・m・n・ng'・r 以外の子音の後

  - j
    1. 女子の名前の始め
    2. l・m・n・ng'・r の後
- t と d
  - t: l・m・n の後以外ならどこでも - tö の組み合わせならしばしば [da̘]、ta の組み合わせなら帯気音化して [tʰa̙] となり得る[8]。
  - d: l・m・n の後（例: keldö /ke̘ːl˦-ta̘˦˨/ → [keːldʌ]〈足、脚〉[1]）

また 軟口蓋鼻音 /ŋ/、硬口蓋鼻音 /ɲ/、硬口蓋閉鎖音 /c/ は慣習的な表記においてはそれぞれ ng'、ny、ch と綴られる。
Maddieson (2013) は Creider & Creider (1989) を根拠に、ナンディ語の子音の数は世界の様々な言語を比較すると少ない部類に入るとしている。

### 超分節音
ナンディ語は声調言語であるがこの言語の場合、声調は語の弁別（例: bek /pe̘ːk˦/〈水〉: bek /pe̙ːk˦˨/〈シコクビエ〉）のみならず文法的な関係（主語か目的語か; 詳細は#統語論を参照）にまで関与している。
語の基底形には母音ごとに声調素が見られるが、実際に現れる声調とは異なる場合がある。声調素は高・高下降・低下降・低（/˦, ˦˨ , ˨˩, ˨/）の4種類であるが、実際の発音ではさらに上昇調・中平調（[˩˥, ˧]）の2種類が現れる場合もある。その詳細は以下の通りである。
- 高声調は、
  1. 語頭の長母音上にある場合、上昇調として発音される。例: bek〈水〉/pe̘ːk˦/ → [pe̘ːk˩˥]
  2. 低声調の後の長母音上にある場合も上昇調として発音される。例: lakwet〈子供〉/la̙ːk˨-we̙ːt˦/ → [la̙ːk˨-we̙ːt˩˥]
  3. 上記以外の場所、つまり短母音上やほかの高声調の後にある場合は、高平調として発音される。例: öiywet〈斧〔単数、第2形式〕〉/a̘j˦-we̘ːt˦/ → [a̘j˦-we̘ːt˦]
  4. 〔語幹に接尾辞が付加された場合や語と語の間で〕ほかの高声調や低下降調が後にくる場合、低声調化する。例: ögere〈私は彼/彼女/それ/彼らを見る〉/a̘˦-ke̘ːr˦-e̘˦/ → ögere bik〈私は人々を見る〉/a̘˦-ke̘ːr˦-e̘˨ pi̘ːk˦/
  5. 前置詞 ab〈の〉/a̙ːp˨/ の前でも低声調化する。例: cheet〈音〉/ce̘˨-e̘ːt˦/ → cheet ab twöliöt〈鈴の音〉/ce̘˨-e̘ːt˨ a̙ːp˨ twa̘ːl˨˩-ja̘ːt˦˨/
- 高下降調は、
  1. 長母音上にある場合、どこであろうと高声調から低声調に落ちる形で実現される。
  2. 短母音上にある場合は高声調に聞こえることが多い。ただし高声調の2連続するパターンと高下降調の後ろに高声調が続くパターンとでは、後者の場合に高声調が上昇調として実現されるという明確な差異がある。
  3. 〔語幹に接尾辞が付加された場合や語と語の間で〕高声調や高下降調が後にくる場合、高声調化する。例: kigat〈挨拶する〉/ki̙ː˨-ka̙ːt˦˨/ : kigat bik〈人々に挨拶する〉/ki̙ː˨-ka̙ːt˦ pi̘ːk˦/
- 低下降調は低いピッチからさらに低いピッチへと緩やかに下がる声調で、長母音上にも短母音上にも極めて普通に見られ、ナンディ語を関連性の深いキプシギス語（Kipsigis）と区別する大きな特徴の一つとなっている。
- 低声調は、
  1. 高声調の後で中平調として発音される。例: öiywö〈斧〔単数、第1形式〕〉/a̘j˦-wa̘˨/ → [a̘j˦-wa̘˧]
  2. ほかの中平調化した低声調の後でも中平調として発音される。
  3. 上記以外の場所では低平調となる。

なお母音の長短の区別や前方舌根性の有無と同様、こうした声調の区別は慣習的な綴りには反映されていない。

## 形態論
Dryer (2013a) は「屈折形態論における接頭辞対接尾辞」と銘打ち、のべ969の言語における接頭辞と接尾辞の使用の割合を調査しているが、その中でナンディ語は Creider & Creider (1989) の随所や Hollis (1909) の随所を根拠に、接頭辞も接尾辞も均等な割合で用いられるとしている。

### 名詞
名詞には単数・複数の区別に加え、それぞれに第1形式（英: primary form）、第2形式（英: secondary form）の区別がある。通常は第2形式が用いられ、第1形式は特殊な文や名詞が指す対象が一般的あるいは総称的なものである場合に用いられる。名詞の第1形式は語幹に高声調か低声調を持つ第1接尾辞（英: primary suffix）が付加されたもので、この接尾辞はときどき脱落することもあるがその声調は浮遊音調（英: floating tone）として保持される。単数と複数の区別は形の異なる第1接尾辞の付加により行われるが、第1接尾辞の形式は多種多様である。第2形式は第1形式の語形に単数形では /-i̘t˦/ という第2接尾辞（英: secondary suffix）を、複数形では /-i̘k˦/ という第2接尾辞を付加して作る。
|                  | 単数                  | 単数                      | 複数                           | 複数                              |
| 第1形式          | 第2形式               | 第1形式                   | 第2形式                        |                                   |
| ---------------- | --------------------- | ------------------------- | ------------------------------ | --------------------------------- |
| 〈バッファロー〉 | sö /sa̘ː˨/             | söet /sa̘ː˨-e̘ːt˦/          | söen /sa̘ː˨-e̘ːn˨/               | söenik /sa̘ː˨-e̘ːn˨-i̘k˦/            |
| 〈子供〉         | lakwa /la̙ːk˨-wa̙˨/     | lakwet /la̙ːk˨-we̙ːt˦/      | lögoi /la̘ːk˨-o̘ːj˦/             | lögok /la̘ːk˨-o̘ːk˦˨/               |
| 〈鈴〉           | twöliö /twa̘ːl˨˩-ja̘ː˦/ | twöliöt /twa̘ːl˨˩-ja̘ːt˦˨/  | twölin /twa̙ːl˦-i̘n˦˨/           | twölik /twa̙ːl˨˩-i̘k˨˩/             |
| 〈言葉〉         | ng'öliö /ŋa̘l˨-ja̘ː˨˩/  | ng'öliöt /ŋa̘l˨-ja̘ːt˦˨/    | ng'al /ŋa̙l˨/                   | ng'alek /ŋa̙l˨-e̙ːk˦/               |
| 〈足、脚〉       | kel /ke̘ːl˨˩/          | keldö /ke̘ːl˦-ta̘˦˨/        | kelien /ke̘ːl˦-je̘n˦˨/           | keliek /ke̘ːl˨˩-je̘k˦/              |
| 〈ポロリエット〉 | boror /po̘˦ro̘r˦˨/      | bororiet /po̘˦ro̘r˦-je̘ːt˦˨/ | bororiosiö /po̘˦ro̘r˦-jo̘ːs˨-ja̘˨/ | bororiosiek /po̘˦ro̘r˦-jo̘ːs˨-je̘k˨˩/ |
| 〈物〉           | ki /ki̙(j)˨˩/          | kiit /ki̙˦-i̙t˦/            | tugun /tu̘˦ku̘n˦˨/               | tuguk /tu̘˦ku̘ːk˦/                  |
| 〈人〉           | chi /ci̘ː˨˩/           | chitö /ci̘ː˨-ta̘˨˩/         | bich /pi̘ːc˦˨/                  | bik /pi̘ːk˦/                       |

なお、通常は複数形が見られない語も存在する。

### 動詞
動詞は形態論的特徴から2種類に分類される。一方は二人称単数命令形で初頭母音 /i̘-/ あるいは /i̙-/ を持ち、もう一方は二人称単数命令形でもそのような初頭母音を持たず、以下のように人称変化の形態も異なってくる。 
|        | ki-sub /ki̘ː˨-su̘p˦˨/〈ついていく〉〔初頭母音あり〕 | ki-sub /ki̘ː˨-su̘p˦˨/〈ついていく〉〔初頭母音あり〕 | ke-cham /ke̙ː˨-cha̙m˦/〈好む〉〔初頭母音なし〕 | ke-cham /ke̙ː˨-cha̙m˦/〈好む〉〔初頭母音なし〕 |
| 単数   | 複数                                              | 単数                                              | 複数                                         |                                              |
| ------ | ------------------------------------------------- | ------------------------------------------------- | -------------------------------------------- | -------------------------------------------- |
| 一人称 | ösubi /a̘ː˦˨-su̘p˦-i̘ː˦/                             | kisubi /ki̘ː-su̘p-i̘/                                | /a̘-co̘m-e̘/                                    | /ki̘-co̘m-e̘/                                   |
| 二人称 | isubi /i̘ː-su̘p-i̘/                                  | osubi /o̘ː-su̘p-i̘/                                  | /i̘-co̘m-e̘/                                    | /o̘-co̘m-e̘/                                    |
| 三人称 | isubi /i̘-su̘p-i̘/                                   | isubi /i̘-su̘p-i̘/                                   | /co̘m-e̘/                                      | /co̘m-e̘/                                      |

接頭辞 ke- もしくは ki- を動詞語幹に付加すると不定形となり、これにより活用のパターンを見分けることが可能であるが、これらは動作主（行為者）が人間である場合しか用いられない。動作主が無生物となる動詞には三人称単数の接頭辞 ko- をつけることが可能であるが、ko- が音韻的に短母音である場合には不定形が ke- の動詞と、長母音である場合には不定形が ki- の動詞と同じように活用する。
また以下のような接尾辞を動詞語幹に付加することにより、様々な派生動詞を作ることが可能である。
- /-u̘/〔動作が話者に向かう; 英: ventive〕（例: ösub-u /a̘ːsu̘p-u̘/〈私はこちらへついていく〉 < ösubi〈私はついていく〉）
- /-to̘i̘-(i)/ あるいは /-ta̙/〔動作が話者から離れる; 英: itive〕（例: ösup-toi-i /a̘ːsu̘p-to̘i̘-i̘/〈私はあちらへついていく〉 < ösubi〈私はついていく〉）
- /-ci̘/〔動作が誰かの利益となる; 英: benefactive あるいは 英: applied〕（例: ösup-chi-ni /a̘ːsu̘p-ci̘-ni̘/〈私は誰々のためについていく〉 < ösubi〈私はついていく〉[注 1]）
- /-se̘/~/-i̘sje̘/〔他動詞を自動詞化する; 英: detransitive〕（例: ömwet-isie-i /a̘mwe̘t-i̘sje̘j/〈私は洗う〉< ömwete /a̘-mwe̘t-e̘/〈私は洗う〉）
- /-a̙k/ あるいは /-o̘k/〔動作が特定の状態であることを示す; 英: stative〕（例: kösub-og-e /ka̘ːsu̘p-o̘k-e̘/〈私はついていっているところである〉< ösubi〈私はついていく〉）

## 統語論

### 語順・声調による格標示
Dryer (2013c) が Hollis (1909) の随所や Creider & Creider (1989:123–4) を根拠として示しているように、優勢な語順はVSO（述語-主語-目的語）である。しかし実際には格標示は声調のパターンの違いによって区別され、主語と目的語の順番は入れ替えることが可能である。以下に例文を挙げるが a. ではVSOとなりキベートが主語となっているのに対し、b. では同じキベートという語の声調パターンが異なって目的語となり、VOSとなっている。なお、例文中のキベートとキプロノはいずれも男性名である。
どのような名詞であっても動詞の後で主語を表す声調パターン（Creider & Creider (2001) のいう「主格」）とそれ以外のあらゆる場合に用いられる声調パターン（Creider & Creider (2001) のいう「対格」）の2種類の声調パターンを持つが、「主格」の方が予測可能であるのに対し、「対格」の方は予測不可能である。「主格」の声調パターンは主に以下のような法則により導き出すことが可能である。
- 2音節語の第2形式は低声調化する。例: lakwet〈子供〉/la̙ːk˨-we̙ːt˦/〔「対格」〕→ /la̙ːk˨-we̙ːt˨/〔「主格」〕〈子が〉
- 3音節以上の語の第2形式は最初と最後が低声調、残りは全て高声調化する。例: arawet〈月〉/a̙˦ra̙w˦˨-e̙ːt˦/〔「対格」〕→ /a̙˨ra̙w˦-e̙ːt˨/〔「主格」〕〈月が〉
- ただし例外的に kip- や chep- といった接頭辞を持つ語の場合は、その接頭辞が高声調化するだけとなる。例: Kiplagat〈キプラガト; 男性名〉/ki̙p˨-la̙˨ka̙t˨/〔「対格」〕→ /ki̙p˦-la̙˨ka̙t˨/〔「主格」〕〈キプラガトが〉

Dryer (2013b) によれば格の違いを接尾辞で表す言語が452（朝鮮語、フィンランド語、ロシア語などが該当、ただしアルメニア語などのように同一言語の方言も含む）、何の接辞や接語も用いない言語が379（英語やスペイン語などが該当）、後置接語で表す言語が123（日本語や中国語などが該当）、接頭辞で表す言語が38（ウガンダのナイル諸語の一つテソ語 Teso やモロッコのシルハ語、南アフリカ共和国のズールー語、カナダのシュスワプ語などが該当）、前置接語を用いる言語が17（例: フランス語、アラビア語イラク方言および同シリア方言、ルワンダ語）などであるのに対し、声調の違いが格の違いとなる言語はナンディ語を含めてもたったの5つで、ナンディ語以外の内訳はマサイ語（ケニアおよびタンザニア）やシルク語（Shilluk; 南スーダン）（以上、ナンディ語と同じナイル諸語）、チャドのマバ語、マリのドゴン語ジャマサイ方言（Jamsay Dogon）である。また Dryer の調査の対象外ではあるが、ナンディ語と同じカレンジン言語群のキプシギス語やポコット語（Pökoot; Pokot とも）にも基本語順VSOかつ声調による格標示という特徴が見られる。

### 受動態にあたる構文
ナンディ語には論理的目的語が主格の声調パターンで現れるような受動構文は存在せず、代わりに一人称複数の接頭辞 ke- あるいは ki- を三人称語幹の屈折形や声調パターンと共に（そして目的語は「対格」の声調パターンのまま）用いる。以下に例文を示すが、/-e̘˦/ は非三人称が主語である場合の未完結相、/-e̘j˦/ は三人称が主語である場合の未完結相を表す。